# Kerstin Kowalski
Kerstin Kowalski, född den 25 januari 1976 i Potsdam i Tyskland, är en tysk roddare.
Hon försvarade sitt OS-guld i scullerfyra i samband med de olympiska roddtävlingarna 2004 i Aten.